# 놈 맥밀런
노먼 알렉시스 "붑" 맥밀런(Norman Alexis "Bub" McMillan, 1895년 10월 5일 ~ 1969년 9월 28일)은 미국의 전 프로 야구 선수이다. 1920년대에 메이저 리그 베이스볼 (MLB)에서 3루수, 2루수, 유격수로 활약하였으며, 우투우타였다. 5시즌 동안 뉴욕 양키스, 보스턴 레드삭스, 세인트루이스 브라운스, 시카고 컵스 등지에서 뛰었다. 통산 413경기에 출전해 353안타, 6홈런, 149타점, 157득점, 36도루, .260의 타율을 기록했다.